# Sonnenstandsdiagramm
Ein Sonnenstandsdiagramm ist ein Achsendiagramm des Sonnenstands als Abhängigkeit zwischen den horizontalen Koordinaten Höhe und Richtung (Azimut) der Sonne.
In der Regel wird ein x-y-Achsen-Diagramm angefertigt und in dieses die folgenden ruhenden äquatorialen Koordinaten als Parameter eingetragen:
1. Stundenwinkel: meistens codiert als Tageszeit,
2. Deklinationswinkel: meistens codiert als Tag im Jahr.

Umrechnung horizontale in äquatoriale Koordinaten: siehe Umrechnung.
Ein Sonnenstandsdiagramm gilt nur für Orte mit gleicher geografischer Breite und nur für einen einzigen Ort, wenn es nicht mit der örtlichen Sonnenzeit (wahre oder mittlere), sondern mit Zonenzeit parametrisiert ist.
Aus einem Sonnenstandsdiagramm eines Ortes kann man die dortige Sonnenposition zu jeder Tageszeit und an jedem Tag im Jahr und auch die wechselnde Sonnenscheindauer ablesen.
Das Zifferblatt einer Sonnenuhr mit schattenwerfendem Punkt lässt sich zu einem Sonnenstandsdiagramm erweitern, wenn man es zusätzlich mit einer Höhen- und einer Azimut-Skala versieht; die Parameterkurven für die Tages- und die Jahreszeit, die der Anzeige beim bestimmungsgemäßen Gebrauch der Sonnenuhr dienen, sind bereits vorhanden. Ein übliches Achsen-Diagramm erhält man, wenn man das Zifferblatt einer Hohlzylinder-Vertikalsonnenuhr entsprechend skaliert, in die Ebene abwickelt, um die vertikale Achse spiegelt und auf den Kopf stellt.

Bild 1
Sonnenstandsdiagramm (Höhe über Azimut)
für alle Orte mit φ = 49° Nord:
parametrisiert mit wahrer Ortszeit auf Stundenlinien

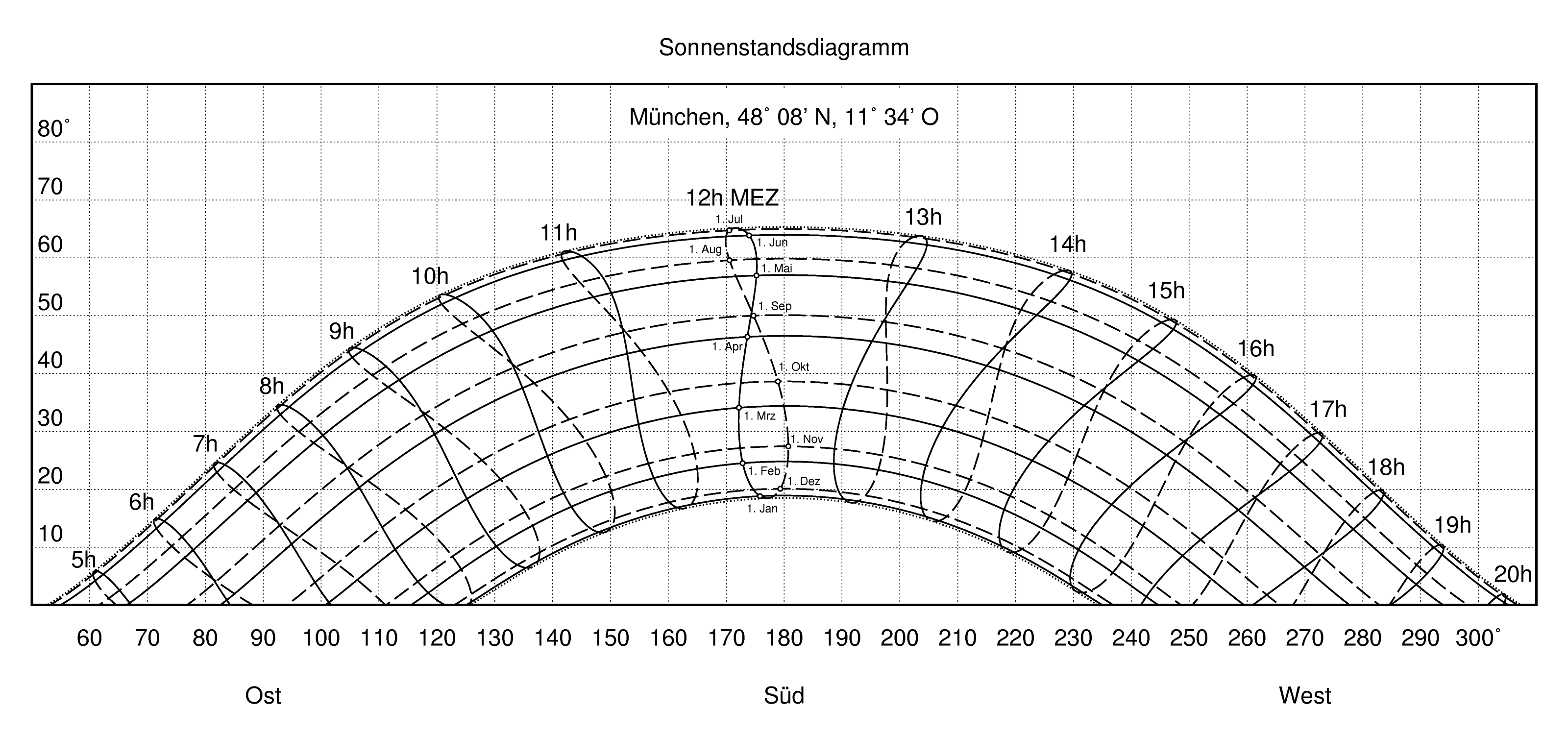
Bild 2
Sonnenstandsdiagramm (Höhe über Azimut)
für München (48,13°Nord, 11,57°Ost),
parametrisiert mit Zonenzeit (MEZ) auf Stundenschleifen (Analemmata)

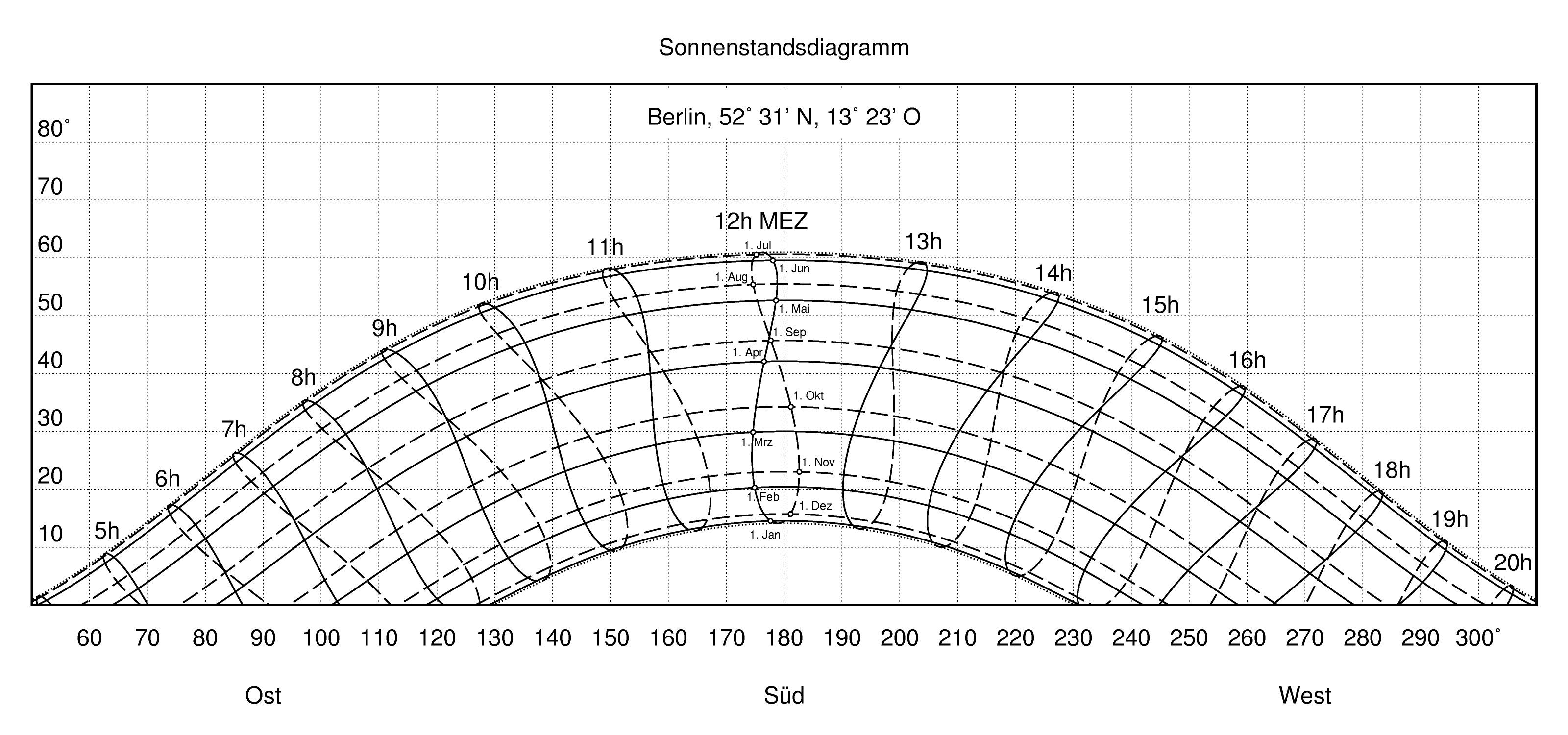
Bild 3
Sonnenstandsdiagramm (Höhe über Azimut)
für Berlin (52,52°Nord, 13,38°Ost),
parametrisiert mit Zonenzeit (MEZ) auf Stundenschleifen (Analemmata)

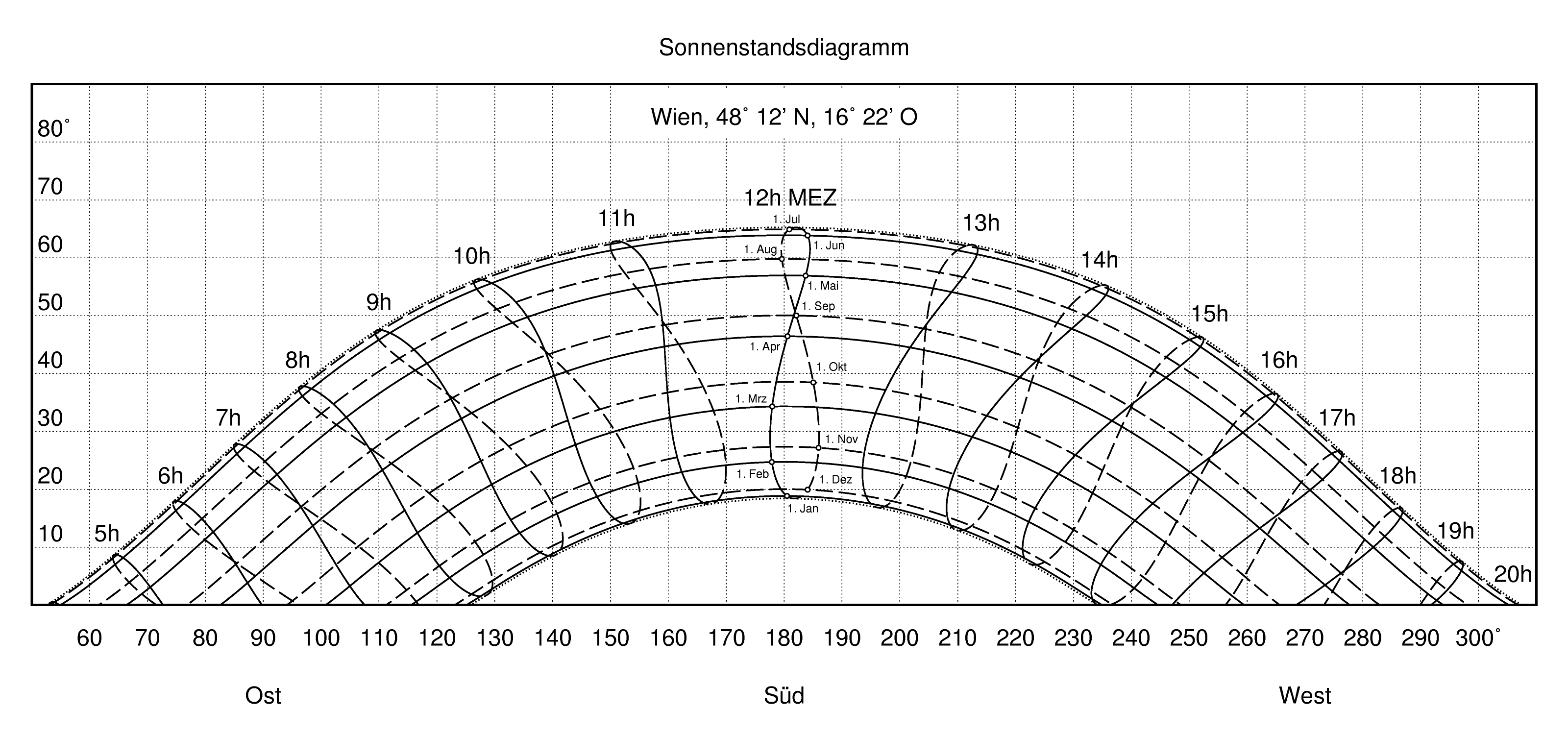
Bild 4
Sonnenstandsdiagramm (Höhe über Azimut)
für Wien (48,20°Nord, 16,37°Ost),
parametrisiert mit Zonenzeit (MEZ) auf Stundenschleifen (Analemmata)

Bild 5
Polares Sonnenstandsdiagramm für Burgauberg (47.16°N, 16.13°O, s. a. entsprechendes xy-Achsen-Diagramm)

## Darstellungen

### Sonnenstandsdiagramm mit Stundenlinien
Im Laufe eines Tages wandert die Sonne scheinbar entlang eines Tagbogens von Ost über Süd nach West ¹), um dort unterzugehen. Dieser Tagbogen ist im Sonnenstandsdiagramm von Bild 1 für zwölf Tage des Jahres eingezeichnet (etwa zu Beginn der Tierkreiszeichen). Jeder Bogen gilt für zwei jahreszeitlich unterschiedliche Tage, außer an den Solstitien, weshalb das Diagramm nur sieben Bögen enthält.

¹) Tagbogen in Mitteleuropa: im Sommer von Nordost über Süd bis Nordwest, im Winter von Südost bis Südwest.
Ein Sonnenstandsdiagramm ist für die wahre Sonnenzeit (bzw. wahre Ortszeit) angefertigt: Wenn die Sonne im Süden steht, ist es 12 h und wahrer Mittag. Gleiche wahre Stunden des Jahres sind mit einfachen Linien verbunden. Auf der gewählten Breite von 49° ist der längste Tag des Jahres 16 Stunden lang (4 h bis 20 h), der kürzeste ist 8 Stunden lang (8 h bis 16 h).
Der zu ermittelnde Sonnenstand wiederholt sich Jahr für Jahr. Das heißt, dass die sehr langsamen Veränderungen des (scheinbaren) Sonnenlaufs unberücksichtigt bleiben. Man zeichnet den Sonnenstand in ein wiederholt zu verwendendes Jahres-Diagramm, aus dem man ihn sogar mit ausreichender Genauigkeit sowohl in Gemeinjahren als auch in Schaltjahren ablesen kann.
Die Sonnen-Deklination zwischen den Grenzen δ = ±23.44° wird für gleiche Teile der Ekliptik angegeben, z. B. alle 30° mit δ = ±23.44°, ±20.15°, ±11.47° und 0°.
Für z. B. ganze wahre Stunden ist der Stundenwinkel τ = 0° ± n·15° (n = 1 für die erste Stunde vor und nach wahrem Mittag usf.)

### Sonnenstandsdiagramm mit Stundenschleifen (Analemmata)
Um ein Sonnenstandsdiagramm für mittlere Sonnenzeit (bzw. mittlere Ortszeit) oder wie vorwiegend für Zonenzeit (z. B. MEZ) gebrauchen zu können, wird es mit Schleifen für mittlere Stunden (Analemmata) anstatt mit geraden Stundenlinien parametrisiert. Solche Stundenschleifen werden auch auf Sonnenuhren benutzt, um mit ihnen die Korrektur (siehe Zeitgleichung) zur Anzeige der mittleren Sonnenzeit vorzunehmen.
Im Diagramm in Bild 2 ist außer der Zeitgleichungs-Korrektur auch die Zeitverschiebung von etwa 14 Minuten früher auf MEZ vorgenommen. Es gilt deshalb nur für München mit westlicherem Längengrad als 15° Ost (MEZ = mittlere Sonnenzeit auf 15° Ost).

### Sonnenstandsdiagramm in Polarkoordinaten
Ein in Polarkoordinaten dargestelltes Sonnenstandsdiagramm hat die Windrose als Unterlage und stellt das Azimut der Sonne anschaulich dar (Bild 5).) Ein x-y-Achsen-Diagramm ist damit verglichen eine abstraktere Darstellung.